# Soukaina Zakkour
Soukaina Zakkour (Marruecos, 13 de octubre de 1993) es una atleta marroquí, especialista en la prueba de lanzamiento de martillo, en la que logró ser campeona africana en 2018

## Carrera deportiva
En el Campeonato Africano de Atletismo de 2018 celebrado en Asaba (Nigeria) ganó la medalla de oro en el lanzamiento de martillo, con una marca de 68.28 metros que fue récord nacional, por delante de la nigeriana Temilola Ogunrinde (plata con 67.39 metros) y la congoleña Jennifer Batu (bronce con 66.43 metros).